# Grupul de Sud
Grupul de Sud  a fost o mare unitate de artilerie și infanterie, de nivel tactic, din Armata României, care a participat la acțiunile militare postbelice, din perioada 1918-1920, fiind formată din Regimentul 4 Vânători de munte și Grupul 5 Aviație nr. 7 Oradea. Grupul a făcut parte din compunerea de luptă a Brigada 3 Roșiori și Compania Pontoneri Oradea :p. 333

## Compunerea de luptă
În perioada campaniei din 1919, Grupul de Sud a avut următoarea compunere de luptă: Divizia 1 Vânători de munte, Regimentul 4 Vânători de munte, Brigada 3 Roșiori, Detașamentul de voluntari ardeleni Cloșca, Divizia 2 Cavalerie, Grupul 5 Aviație Oradea, Companiile de pontoneri Oradea :p. 181
- Grupul de Sud

- Regimentul 23 Artilerie

- Divizia 2 cavalerie- comandant: maior  Vârgolici
- Batalion voluntari Cloșca

- Regimentul 4 Vânători

- Compania Pontoneri Oradea
- Regimentul  voluntari  Beiuș

## Participarea la operații

### Campania anului 1919
În cadrul acțiunilor militare postbelice,  Grupul de Sud a participat la acțiunile militare în dispozitivul de luptă al Diviziei 1 Vânători de munte, participând la Operația ofensivă la vest de Tisa. :p. 181

## Comandanți
- General Ioan Dejoianu